# Reprezentacja Hongkongu w piłce siatkowej kobiet
Reprezentacja Hongkongu w piłce siatkowej kobiet to narodowa reprezentacja tego kraju, reprezentująca go na arenie międzynarodowej.

## Udział i miejsca w imprezach

### Mistrzostwa Azji
| Rok  | Kraj            | Miejsce      |
| ---- | --------------- | ------------ |
| 1975 | Australia       | brak udziału |
| 1979 | Chiny           | 6. miejsce   |
| 1983 | Japonia         | 8. miejsce   |
| 1987 | Chiny           | 10. miejsce  |
| 1989 | Hongkong        | 8. miejsce   |
| 1991 | Tajlandia       | 11. miejsce  |
| 1993 | Chiny           | 12. miejsce  |
| 1995 | Tajlandia       | brak udziału |
| 1997 | Filipiny        | 9. miejsce   |
| 1999 | Hongkong        | 8. miejsce   |
| 2001 | Tajlandia       | brak udziału |
| 2003 | Wietnam         | brak udziału |
| 2005 | Chiny           | 12. miejsce  |
| 2007 | Tajlandia       | brak udziału |
| 2009 | Wietnam         | 10. miejsce  |
| 2011 | Chińskie Tajpej | brak udziału |

### Igrzyska azjatyckie
| Rok  | Miasto     | Miejsce      |
| ---- | ---------- | ------------ |
| 1962 | Dżakarta   | brak udziału |
| 1966 | Bangkok    | brak udziału |
| 1970 | Bangkok    | brak udziału |
| 1974 | Teheran    | brak udziału |
| 1978 | Bangkok    | 6. miejsce   |
| 1982 | Nowe Delhi | brak udziału |
| 1986 | Seul       | brak udziału |
| 1990 | Pekin      | brak udziału |
| 1994 | Hiroszima  | brak udziału |
| 1998 | Bangkok    | brak udziału |
| 2002 | Pusan      | brak udziału |
| 2006 | Doha       | brak udziału |
| 2010 | Kanton     | brak udziału |
| 2014 | Inczon     | ?            |